# Anampses elegans
Espèce
Statut de conservation UICN

 LC  : Préoccupation mineure
Anampses elegan est une espèce de poissons de la famille des Labridae, il se trouve dans l'est de l'Australie et au nord est de la Nouvelle-Zélande à une profondeur entre 2 et 35 m. Sa longueur est de 29 cm. Sa coloration est brun clair avec une ligne latérale brune et un point bleu par nageoire